# フランクフルト宣言
フランクフルト宣言（フランクフルトせんげん、英語: Frankfurt Declaration）は、1951年7月に社会主義インターナショナルが西ドイツのフランクフルトでの第1回大会にて採択した宣言で、正式名称は「民主社会主義の目的と任務」。宣言は資本主義と共産主義の双方と対決する方針を打ち出し、特にボルシェヴィキや国際共産主義運動との対決に重点を置いた（反共主義）。
この宣言は、1989年6月のストックホルムで開催された第18回会議で更新された。

## 概要
フランクフルト宣言では、資本主義による弊害に対する反抗として社会主義が生まれ、社会主義は生産手段の社会的所有や計画的な経済を目指す。しかしロシアのボルシェビキ革命以来の共産主義は一党独裁を行い自由を抑圧している。民主社会主義はこの両方に反対し、人権や自由と経済的計画化を結びつけ、民主主義の社会を実現する、とした 。
フランクフルト宣言は以下から構成される。
- 前文 - 13項目。
- 本文
  1. 政治的自由主義。
  2. 経済的自由主義。
  3. 社会的民主主義と文化の進歩。
  4. 国際的民主主義。